# Estadio Viborg
El Viborg Stadium, oficialmente por motivos de patrocinio Energi Viborg Arena, es un estadio de fútbol multiuso ubicado en la ciudad de Viborg, Dinamarca. Es el recinto donde el Viborg FF de la Superliga de Dinamarca es local. Fue inaugurado en 1931 y tiene una capacidad para 9566 espectadores. En 2011, albergó la Eurocopa Sub-21 disputada en Dinamarca.

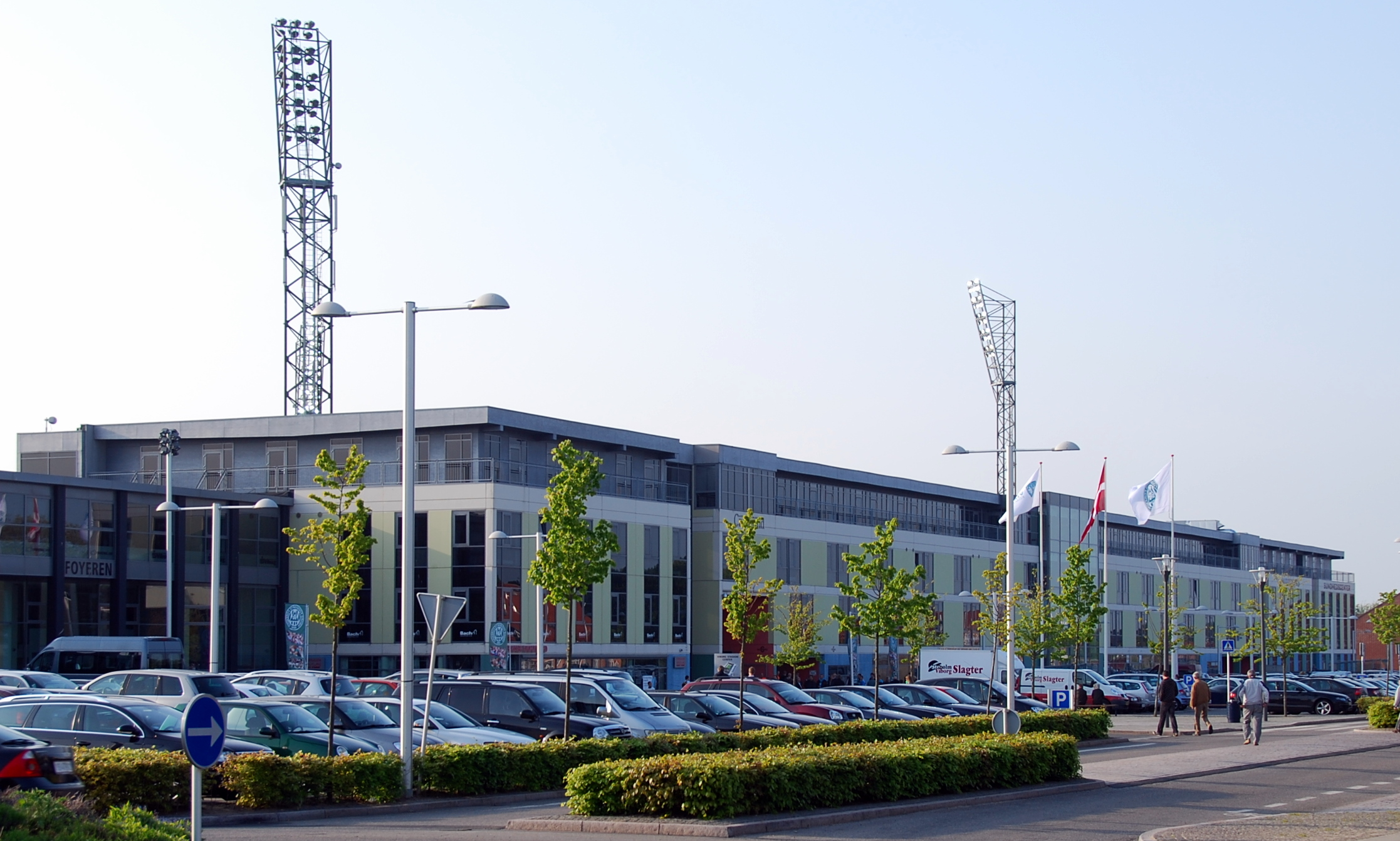
Afueras del estadio
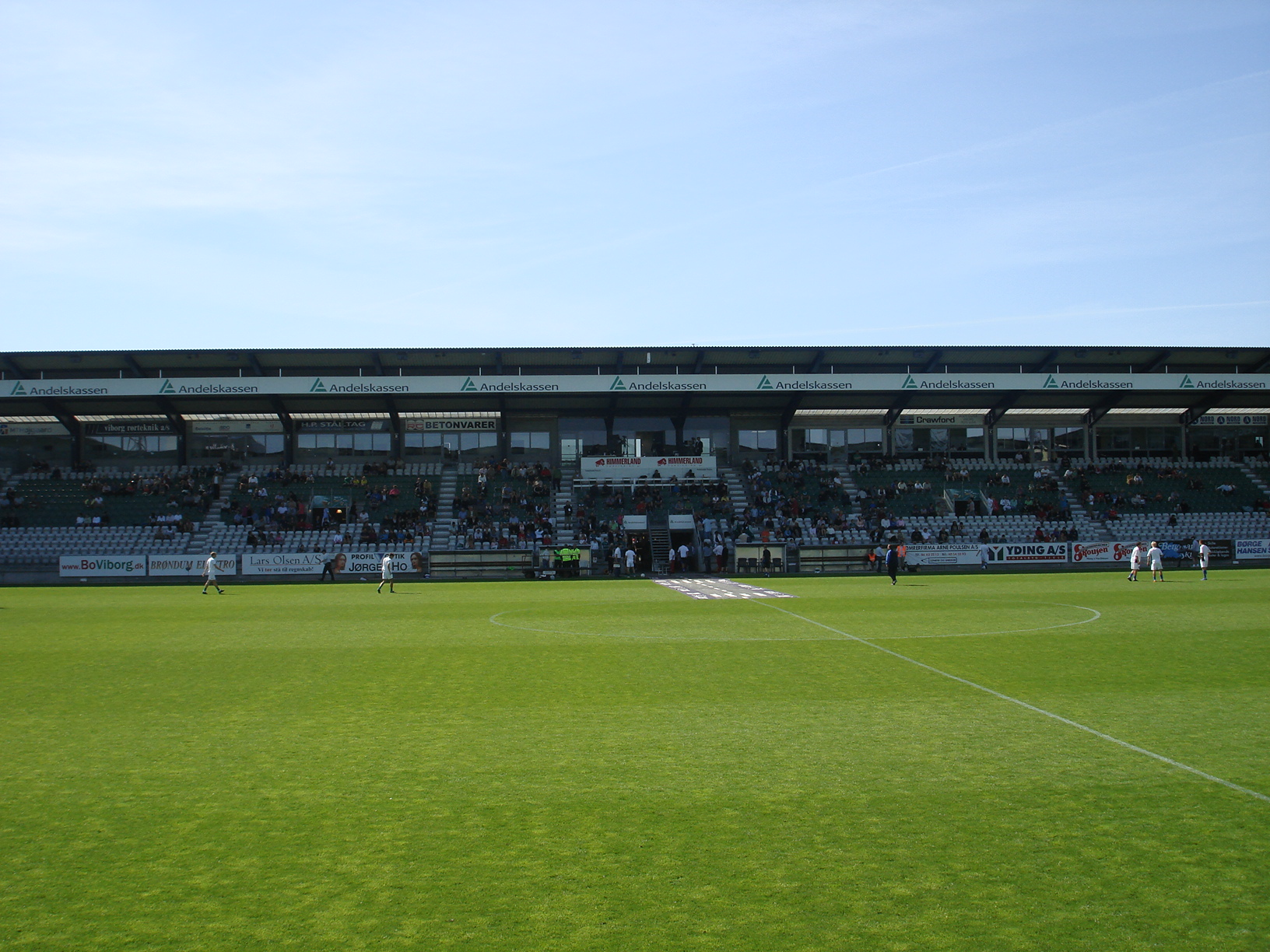
Platea lateral